# ريتش كلاركسون
ريتش كلاركسون (بالإنجليزية: Rich Clarkson)‏ هو مصور أمريكي، ولد في 11 أغسطس 1932.